# Burckhardtshöhe
Die Burckhardtshöhe ist ein Naturschutzgebiet in der niedersächsischen Gemeinde Hoyerhagen in der Samtgemeinde Grafschaft Hoya im Landkreis Nienburg/Weser.

## Allgemeines
Das Naturschutzgebiet mit dem Kennzeichen NSG HA 098 ist 104,95 Hektar groß. Es ist deckungsgleich mit dem gleichnamigen FFH-Gebiet. Ein Teil des Gebietes ist seit 1974 als Naturwald ausgewiesen. Das Gebiet steht seit dem 26. Mai 2016 unter Schutz. Es ersetzt das zum 5. Juni 1986 ausgewiesene, rund 13 Hektar große Naturschutzgebiet. Zuständige untere Naturschutzbehörde ist der Landkreis Nienburg/Weser.

## Beschreibung
Das Naturschutzgebiet liegt zwischen Bruchhausen-Vilsen und Hoya in dem in einem Endmoränengebiet stockenden Waldgebiet „Sellingsloh“ inmitten einer überwiegend landwirtschaftlich genutzten Region. Es stellt einen naturnahen und strukturreichen Buchenwald unter Schutz. Die Waldform ist im Bereich der niedersächsischen Geestplatten mittlerweile selten geworden, da die Bestände auf nährstoffreichen Böden stockten, die bevorzugt in ackerbauliche Nutzung genommen wurden. Das Gebiet wird von teilweise alten Baumbeständen geprägt. Vorherrschende Baumarten sind Rotbuche und Traubeneiche, die ein Alter von weit über 100 bis teilweise über 200 Jahre erreichen. Die Wälder zeichnen sich durch einen hohen Anteil von Alt- und Totholz aus. In der Krautschicht sind u. a. Pillensegge, Drahtschmiele, Sauerklee, Waldflattergras, Dorniger Wurmfarn und Heidelbeere zu finden. Die wenigen noch vorhandenen Stieleichen werden von wesentlich jüngeren Buchen überwachsen. Ähnlich ergeht es auch den Beständen der Traubeneiche.
Stellenweise stocken Eichenwälder mit Stieleiche, Sandbirke, Zitterpappel, Rotbuche und Faulbaum. Die Krautschicht wird hier u. a. auch von Pillensegge, Drahtschmiele, Dornigem Wurmfarn und Heidelbeere gebildet. Außerdem kommen im Naturschutzgebiet forstwirtschaftlich genutzte Fichtenwälder, die langfristig in Laubwaldbestände umgewandelt werden sollen.
Kleinflächig sind feuchte Biotope – ein Schlatt mit Schwingrasen sowie Kleingewässer – vorhanden. Diese haben eine besondere Bedeutung für Amphibien und Insekten. Am Schlatt siedeln z. B. Sumpfstraußgras, Drachenwurz, Grausegge, Schnabelsegge und verschiedene Torfmoose sowie Schmalblättriges Wollgras. Die moortypischen Libellen Nordische und Große Moosjungfer sind hier zu finden. Zum Erhalt der Moorgesellschaft sind Pflegemaßnahmen nötig, um das Gebiet vor aufkommendem Gehölzbewuchs zu bewahren. In den Kleingewässern siedeln z. B. Froschbiss, Seerose, Krebsschere, Quirliges Tausendblatt und Gewöhnlicher Wasserschlauch.
Das Naturschutzgebiet ist Lebensraum u. a. für verschiedene Vogel- und Fledermausarten. So sind im Naturschutzgebiet u. a. Schwarz-, Grün-, Bunt- und Kleinspecht, Hohltaube, Dohle sowie verschiedene Meisen, Finken und Drosseln zu finden. Auch Kolkrabe und Uhu sind hier heimisch.
Das Naturschutzgebiet grenzt vielfach an weitere Waldflächen sowie stellenweise an landwirtschaftliche Nutzflächen, im Süden auch an die Wohnbebauung von Memsen. Im Nordosten wird es von der Landesstraße 330 zwischen Bruchhausen-Vilsen und Hoya sowie der Bahnstrecke Eystrup–Syke gequert. Durch das Naturschutzgebiet verlaufen mehrere Wald- und Wanderwege.

## Namensgebung
Das Naturschutzgebiet ist vermutlich nach dem hannoverschen Forstrat Heinrich Burckhardt benannt.